# أنتوني كوريا
أنتوني كوريا (بالهولندية: Anthony Correia)‏ (2 مايو 1982 في سورينام - ) هو لاعب كرة قدم هولندي في مركز الظهير. لعب مع نادي تلستار ‏.

## وصلات خارجية
- أنتوني كوريا على موقع قاعدة بيانات كرة القدم.إي يو (الإنجليزية)
- أنتوني كوريا على موقع قاعدة بيانات كرة القدم.إي يو (الإنجليزية)